# Havaika navata
Havaika navata är en spindelart som först beskrevs av Simon 1900.  Havaika navata ingår i släktet Havaika och familjen hoppspindlar. Inga underarter finns listade i Catalogue of Life.